# Singapore ai Giochi della XX Olimpiade
Singapore partecipò ai Giochi della XX Olimpiade che si sono svolti a Monaco di Baviera dal 26 agosto all'11 settembre 1972, con una delegazione di sette atleti impegnati in tre discipline: atletica leggera, nuoto e pugilato. Il portabandiera fu il diciottenne nuotatore Pat Chan, alla sua prima Olimpiade. Fu la sesta partecipazione di questo paese ai Giochi. Non fu conquistata nessuna medaglia.